# محرك بقطب محجب
محرك قطب مشقوق أو مُحرِّك بقطب مُحجَّب (بالإنجليزية: shaded-pole motor)‏ هو محرك كهربائي وينتمي إلى نوع المحركات الغير تزامنية، أي يمكنها السير بسرعات مختلفة . محرك القطب المشقوق هو أيضا محرك بسيط شائع الاستعمال في الأدوات البسيطة ولعب الأطفال ويستخدم التيار المتردد المتوفر في البيوت والمنازل .
 تكوين المحرك ذو القطب المشقوق بسيط.

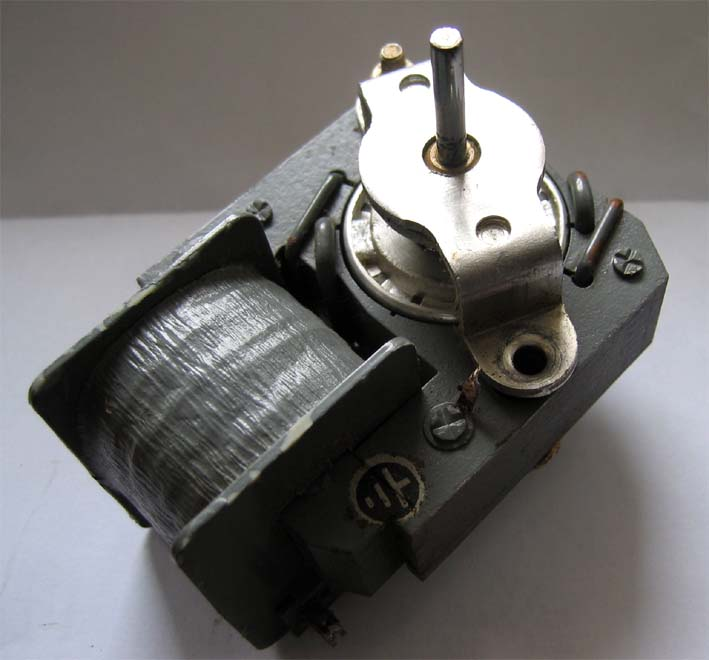
محرك قطب مشقوق صغير ، قدرته بضعة واط.

## تكوينه

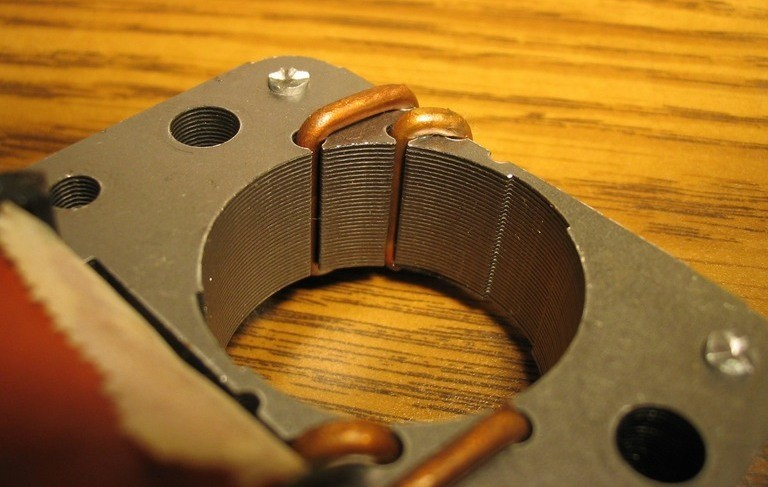
محرك قطب مشقوق: ملف العضو الثابت.

يتكون العضو الثابت من صفائح متراصة مشكلة بحيث يكون فيها قطبان ثانويان بالإضافة إلى القطبين الرئيسيين. يسمى القطبان الثانويان «قضبان مشقوقة» .
.
يغذي ملف ملفوف على العضو الثابت بالتيار المتردد. ويلتف حول القطبين المشقوقين ملفين صغيرين مكون من لفتين أو ثلاث . هذان القطبان مشقوقان في القطبين الرئيسيين .
يغذي جزء من التيار المتردد ملفي القطبين المشقوقين أيضأ . بذلك ينشأ مجال معناطيسي دوار .

ويتكون العضو الدوار - والذي يتوسط القطبين الرئيسيين والقطبين المشقوقين - من دوار قفص سنجابي مائلا القوائم قليلا . بسبب المجال المغناطيسي الدوار الناشيء في العضو الثابت ينشأ عزم دوران على العضو الدوار فيدور.

تتعين خواص محرك القطبان المشقوقة من شكل الأقطاب الرئيسية والمشقوقة وتوزيعها حول العضو الدوار . ويحسب المجال الناتج قبل تقطيع الصفائح الحديدية ثم رصها لتكوين العضو الثابت كقطعة واحدة.

## طريقة عمله

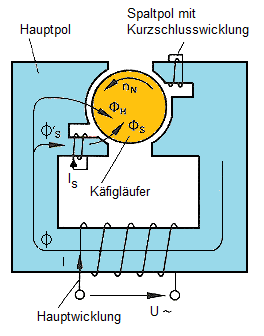
مبدأ عمل محرك القطب المشقوق.

يتسبب التيار المار ملف العضو الثابت في نشأة مجال مغناطيسي Φ. وينقسم هذا المجال المتكون إلى مجالين : مجال القطب الرئيسي ΦH ومجال القطب المشقوق ΦS, الذي يمر خلال ملف العضو الثابت .

ينشيء مجال القطب المشقوق جهدا كهربائيا في العضو الدوار مقترنا بتيار كهربائي Is .
وينتج من هذا التيار عن طريق الحث الذاتي مجالا مغناطيسيا Φ’S يتبع زمنيا المجال الرئيسي ΦH . ويتكون منهما في العضو الدوار مجالا دورانيا بيضويا الشكل فيدور العضو الدوار .
تتابع المجالات المغناطيسية بسبب انزياح طور التيارات الكهربائية على أقطاب العضو الثابت كالآتي: من القطب الرئيسي 1 إلى القطب المشقوق 1 ، ومن القطب الرئيسي 2 إلى القطب المشقوق 2 . بالتالي يكون اتجاه الدوران من القطب الرئيسي إلى القطب المشقوق .
لتغيير الشكل البيضوي للمجال وجعله قريبا من الكري يمكن زيادة عدد الأقطاب المشقوقة مما تؤدي إلى انزياح إضافي في تردد التيار الآتي من المصدر . ويمكن عن طريق اختيار مناسب لعدد الأقطاب المشقوقة التحكم في مدى انزياح طور التيار في كل منها .

يكفي مثل هذا المجال المكوّن لتحريك العضو الدوار . يبدأ بطيئا بسبب عزم دوران صغير بالمقارنة بعزم دوران محرك التيار المتردد يعمل بنفس القدرة، كما يعتمد على الحمل المتصل بالمحرك.
 يبلغ عزم الدوران في البدء نحو 50% من عزم الدوران الاسمي. ينشأ عن شكل العضو الثابت في محرك القطب المشقوق مجالات دوامية تضيع من الطاقة . لهذا فإن قدرتها أقل بالمقارنة بمحرك مكثف أو محرك تيار ثلاثي الأطوار . هذا يرجع إلى فقد الطاقة في مقاومة ملف الأقطاب المشقوقة . ويمكن تفادي ذلك في بعض المحركات، مثل محرك طلمبة الثلاجة حيث يـُقطع التيار عن الملفات الثانوية بعد تشغيل المحرك .

### تشغيل تزامني
إذا صنع قلب العضو الدوار من مادة مغناطيسية حديدية فيبدء دورانه بطيئا ثم تزداد سرعة دورانه حتى يصل إلى سرعة تردد التيار . عندئذ يصبح محرك تزامن.

كما يمكن للمحرك التزامني من نوع محرك قطب مشقوق أن يدور بمعدل أقل . هنا ينتج المجال الدوار تيارات دوامية في العضو الدوار مما تجعله يدور بمعدل أبطأ . بعد بدء التشغيل يكوّن مجال العضو الثابت في القلب الحديدي في العضو الدوار قطبين متميزين، بالتالي يتابع دوران العضو الدوار دوران المجال الدوار .

### التشغيل البطيء
بعض أنواع محرك القطب المشقوق يكون لها عدة ملفات تغذى من نفس مصدر الكهرباء، وقد توصل بعضها بمكثف. ونظرا لأن عزم دورانها يكون ضعيفا في البدء فهي مثالية لتشغيل المراوح المنزلية أو ألات بسيطة أخرى . وقد يتحكم فيها عن طريق مفاتيح موصولة بطرف أحد الملفات مما يجعلها تدور بسرعات مختلفة، مثل مروحة السقف . وغالبا ما تكون موصولة بترياك TRIAC لتغيير سرعة دورانها . وتصنع تلك المحركات بحيث تعمل في حدود قدرة 125 واط . وبالنسبة لقدرات أعلى من ذلك فتوجد تصميمات أنسب للمحرك .

## أنواع
محرك حثي ذو قفص سنجابي: هو محرك صغير من نوع محرك القطب المشقوق وهو ذو قدرة صغيرة . يتكون العضو الدوار فيه من صفائح حديدية متراصة في هيئة اسطوانة . توجد مجاري طولية على سطح الأسطوانة وتحشر فيها قضبان من الألمونيوم . توصل القضبان بحلقتين من النحاس عند قاعدتي الأسطوانة .هذا هو تركيب العضو الدوار، وهو من نوع دوار قفص سنجابي.

## عكس اتجاه الدوران
يبنى محرك القطب المشقوق الذي يمكن تدويره في الاتجاهين بطريقة خاصة . يتضمن ذلك التصميم بتشكيل أربعة أقطاب مشقوقة حول العضو الدوار (على يمينه اثنان وعلى يساره اثنان) . رسم الدائرة موجود في ويكيبيديا الألمانية وفيه توزع الأقطاب المشقوقة من اليسار إلى اليمين في اتجاه عقرب الساعة c , d ; b ; a . يتصل d ; a بالمصدر وكذلك الملف الرئيسي : نظرا لأن اتجاه الدوران دائما من القطب الرئيسي إلى القطب المشقوق فيكون اتجاه الدوران مثل عقرب الساعة . لغرض إدارة المحرك في عكس هذا الاتجاه يوجد مفتاح يوصل بين القطبين المشقوقين c ; b ويقطع في نفس الوقت توصيلة d ; a ، فيدور العضو الدوار في عكس الاتجاه (انظر الشكل في ويكيبيديا الألمانية) .

## اقرأ أيضًا
- محرك أحادي القطب
- محرك جر
- محرك كهربائي
- مشغل دوار
- عدد أزواج الأقطاب
- مغناطيس كهربي
- آلة قطب ذراعي
- دوار قفص سنجابي